# Sintii

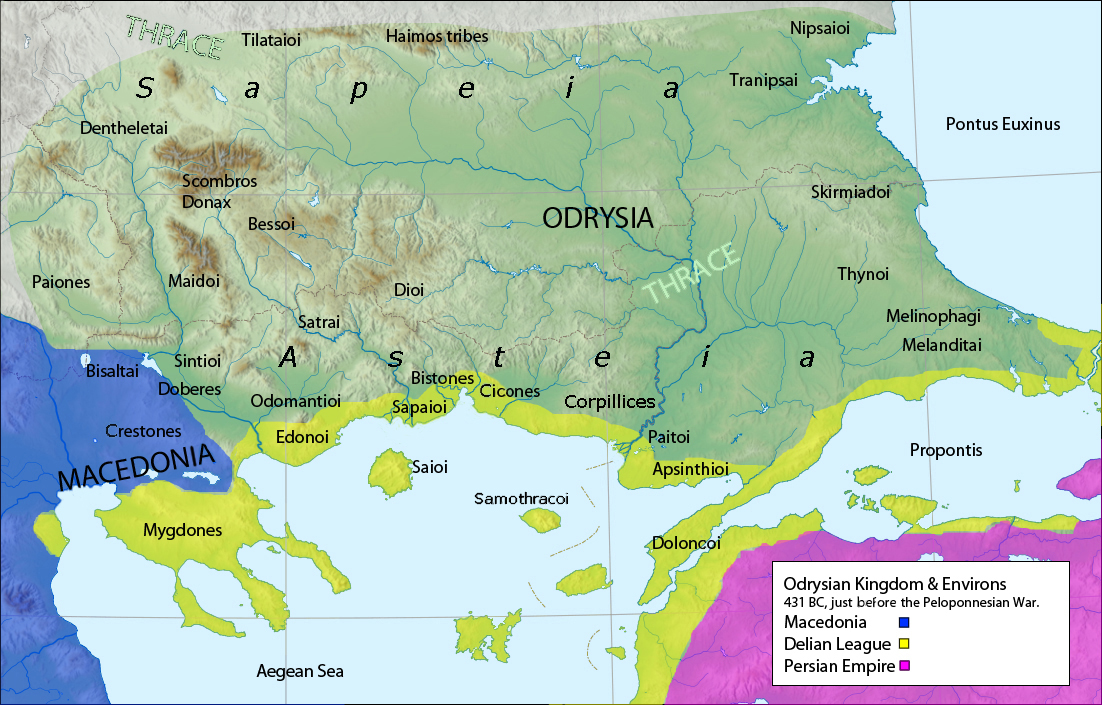
Localizzazione approssimativa dei Sintii, nella mappa "Sintioi".

I Sintii (chiamati anche Sinthi, Sintii o Synthi; in greco antico: Σίντιες?, Sìnties, "predoni", da σίντης, "distruttivo") erano noti ai Greci come pirati e predoni; sono anche indicati come un popolo della Tracia che un tempo abitava la zona dell'odierna provincia di Sintiki in Grecia, l'isola di Lemno (Sintêïs è un vecchio nome dell'isola) e l'angolo sud-occidentale della Bulgaria.

## Storia
I Sintii adoravano Efesto. Sono menzionati in Omero: nell'Iliade come la gente che aveva curato Efesto a Lemno dopo che era stato lasciato cadere a terra; i Sintii "della lingua selvaggia" (in greco antico: ἀγριόφωνος?) appaiono anche nell'Odissea; nella tradizione riportata da Omero si capiva dal loro discorso incomprensibile che erano fra i popoli non-ellenici del Mar Egeo. "Poiché i Sintii non hanno alcun luogo nel contesto immediato (cioè, non stanno chiedendo niente al dio), possiamo sospettare che siano quelli che in qualche mito pre-omerico salvano il dio stesso". Nel 2002 nei pressi di Rupite in Bulgaria è stata scoperta per caso, ai piedi di un vulcano spento, la città di Eraclea Sintica, la cui localizzazione fino a quel momento era stata dibattuta.